# اتحاد سيدي لخضر
اتحاد سيدي لخضر أو رسمياً الاتحاد الرياضي لبلدية سيدي لخضر(IRBSL).أسس الفريق يوم الأربعاء 9 يونيو 1971 ولكن فكرة تأسيس النادي كانت قبل عامين من هذا التاريخ وتحديدًا  سنة 1969.الموسم الحالي 2016–2017

## تاريخ النادي
يعتبر السيد عبد الحميد قرين هو المؤسس وأول رئيس للنادي رفقة عمارة العيد وشاذلي ميلود رحمهما الله.خاض الفريق أول لقاء رسمي له يوم الخميس 14 أكتوبر1971 ضد نادي ديوان الخمور مستغانم (ONCV MOSTA) خارج الديار وانتهت نتيجة اللقاء بالتعادل 03/03 حيث سجل أهداف الفريق بن عثمان حسين وهو أول هدف رسمي للنادي ثم ايزري يحيى من ضربة جزاء والهدف الثالث عن طريق بن عثمان حسين.وكان أول لقاء رسمي داخل الديار ضد نادي سوجيديا مستغانم بملعب كاسطور وحينها فازوا بنتيجة 01/04.وموسم 2001/2000 شهد صعود النادي إلى شرفي وهران كان يعتبر جهوي ثالث آنذاك وموسم 2005/2004 صعد النادي إلى جهوي ثاني وهران .اما موسم 2006/2007  شهد صعود النادي إلى جهوي أول وهران.في فبراير1979 خاض النادي لقاء ودي ضد أحد أعرق الأندية آنذاك وهو رائد القبة الذي كان يلعب في القسم الأول ويضم أفضل اللاعبين على غرار عصاد اعب اللقاء بملعب كاسطور وانتهى بتعادل السلبي00/00 حيث كان رائد القبة يحضر لخوض لقاء ضد نادي ترجي مستغانم ضمن دور ال16 من كأس الجمهورية.ويعتبر اللاعب قادي عبد الحميد أكثر لاعب مشاركة في النادي لأثر من 20 سنة.

## الملعب
يستقبل النادي منافسيه الآن بملعب لخضر بوفرمة الذي افتتح سنة 1983 في عهد رئيس البلدية الراحل مساليتي مهدي والذي كانت ارضيته عشب طبيعي حيث كان ثالث ملعب بالغرب معشوشب طبيعيا طيلة 09 سنوات حتى تم نزعه سنة 1992 بسبب نقص المياه لسقيه.وكان أول لقاء في ملعب لخضر بوفرمة ضد نادي زمورةو إنتهى اللقاء بتعادل السلبي(00/00).وفي سنة 2008 شهد تزويد الملعب بعشب اصطناعي.وقبل افتتاح ملعب لخضر بوفرمة كان يستقبل النادي منافسيه بملعب كاسطور.